# Zumsteinspitze
Zumsteinspitze är ett 4 563 meter högt berg i Alperna på gränsen mellan Italien och Schweiz.